# シロモジ
シロモジ（白文字、学名: Lindera triloba）は、クスノキ科クロモジ属に分類される落葉低木の1種である。葉の先はふつう3中裂しており、切れ込みの底は丸く広がる（図1下）。雌雄異株で花期は春、黄色い小さな花が集まってつく（図1上）。果実は緑黄色に熟し、裂開して種子を出す。本州中部以西、四国、九州に分布する。「シロモジ」の名は、同属別種のクロモジに比べて枝や幹が白っぽいことに由来する。アカヂシャ、ヂシャグラ、ムラダチなどの別名があるが、ムラダチは近縁種のアブラチャンを意味することもある。

## 特徴
落葉広葉樹の低木から小高木であり、ふつう幹は叢生し（図2a）、大きなものは高さ6メートル (m)、幹の直径15センチメートル (cm) ほどになる。樹皮は灰褐色から茶褐色で、平滑であるが小さな皮目が多い（図2b）。一年枝は細く、緑色を帯びず淡褐色、秋になっても皮目はなく、翌年円形から楕円形、線形の皮目が生じる。
冬芽は、枝先に仮頂芽がつき、側芽は互生する。葉芽は細い紡錘形で長さ5–8ミリメートル (mm)、先端はとがり、無毛、赤褐色の芽鱗で瓦重ね状に包まれる。花芽は球形、褐色の総苞片で包まれ、短い柄があり、2個が葉芽の基部につく。葉痕は半円形から三角形。
葉は等間隔に互生し、葉柄は長さ 1–2 cm。葉身は三角状広倒卵形、6–12 × 7–10 cm、基部は円形からくさび形、ふつう上部は3中裂まれに5中裂し（切れ込みの底は丸く広がる）、裂片は鋭尖頭だが、枝の基部には切れ込みのない小さな葉もあり、葉縁は全縁、洋紙質、葉脈は基部から5–7ミリメートルの部分で分岐した3脈が目立ち、表面は緑色で無毛、裏面は粉白色を帯びときに脈上に淡褐色の開出毛があり、脈腋に毛叢がある（図1下, 3a）。秋にふつう黄葉するが、ときに橙色から淡い赤色を帯びることもある（図3b）。
雌雄異株。花期は4月、葉の展開前または同時期に、前年枝の葉腋に3–5個の黄色い花からなる散形花序が短枝に1–4個つき、花序柄は長さ 2–4 mm で無毛、花柄は長さ 3–4 mm で有毛（図1上, 4）。雄株に比べて雌株は花が少ない（図4）。花被片は6個、黄色、内面に微毛があり、ふつう花後に脱落、雄花では長さ約 3 mm、雌花では少し小さい（図4）。雄花には雄しべが9個、3個ずつ3輪、葯は2室で内向、最内輪の雄しべの花糸には1対の腺体があり、雄花の中心には不稔の雌しべが1個、長さ 1.2 mm、先端は尖る（図4a）。雌花は、糸状またはヘラ状の仮雄しべが9個、3個ずつ3輪、最内輪の仮雄しべには1対の腺体があり、雌花の中心には雌しべが1個、長さ約 2.8 mm、花柱は約 1 mm、柱頭は広がって反り返る（図4b）。
果実は液果（ただし後述のように裂開する）、球形で直径 1–1.2 cm、秋に緑黄色に熟し、乾燥すると不規則に裂開して種子を出す（図5）。果柄は長さ 8–12 mm、先端へ次第に太くなる（図5a）。種子は1個、球形、赤褐色から褐色（図5b）。

## 分布
本州（中部地方以西）、四国、九州に分布し、温帯下部から暖帯の林内に生育する。朝鮮半島南部にも分布するが、これは移入によるものともされる。

## 保全状況評価
日本の以下の都道府県で、レッドリストの指定を受けている。
- 絶滅 - 東京都
- 絶滅危惧II類 - 静岡県
- 準絶滅危惧 - 島根県、鹿児島県

## 人間との関わり
材は強靭であり、杖などに利用された。また、熟した果実の種子を絞ると油がとれ、行燈などの燃料として使われていた。薪材ともされた。根が脚気の薬とされていたこともある。また、クロモジなどと同様に枝葉に強い芳香があり、水蒸気蒸留で枝や葉から得られた精油からは、抗微生物作用が報告されている。
葉が風変わりであり、茶庭などに植栽されることがある。

## 分類
稀にアブラチャンとの雑種が生じ、アブラシロモジ（Lindera × paratriloba Okuhara, nom. nud.）とよばれ、分裂葉と不分裂葉が入り混じる。